# Prisión de la Isla Martín García

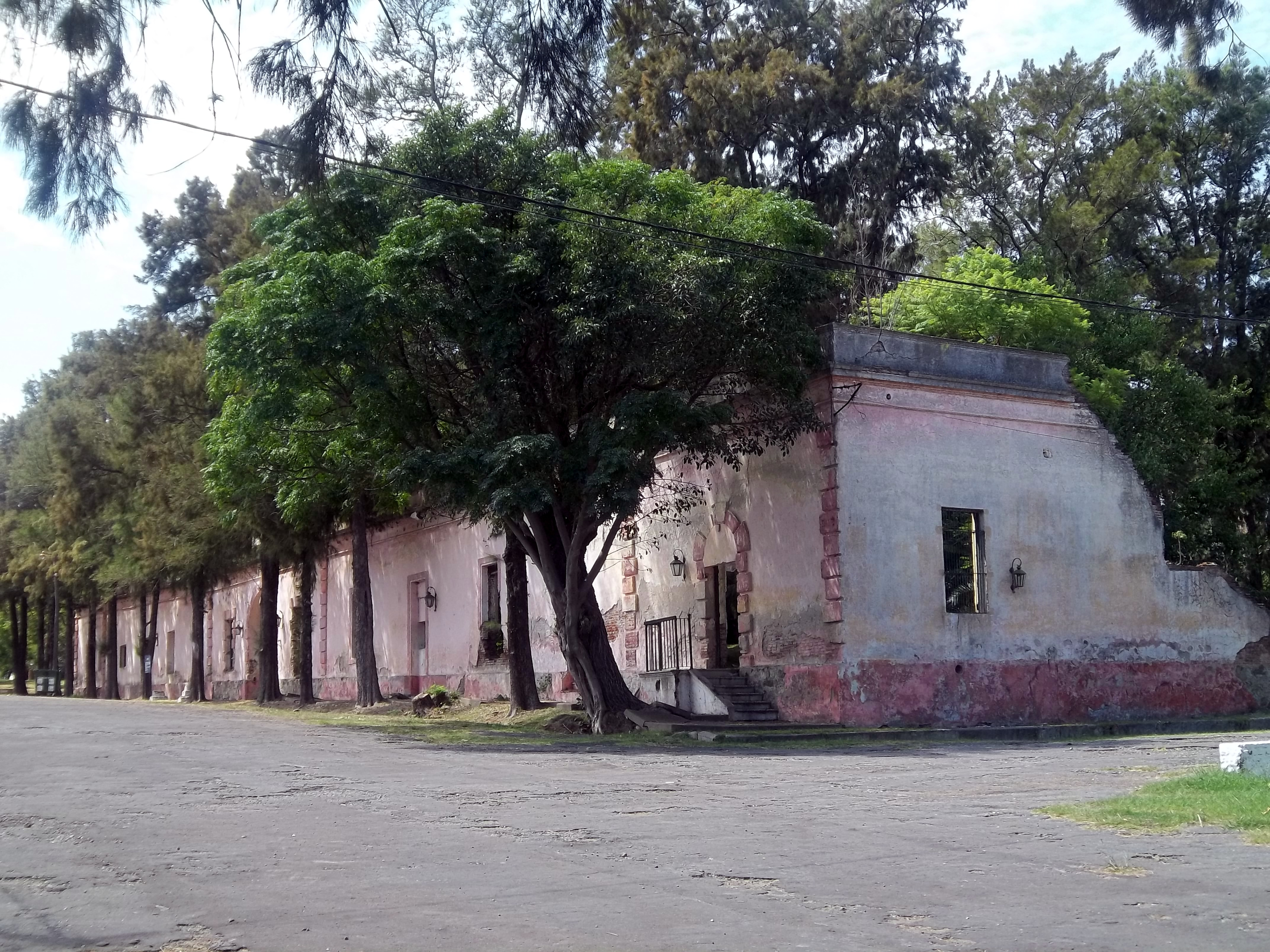
Antiguo penal naval militar.

La prisión de la Isla Martín García o presidio de Martín García fue una cárcel que funcionó en la isla argentina homónima entre 1755 y 1962.

## Historia

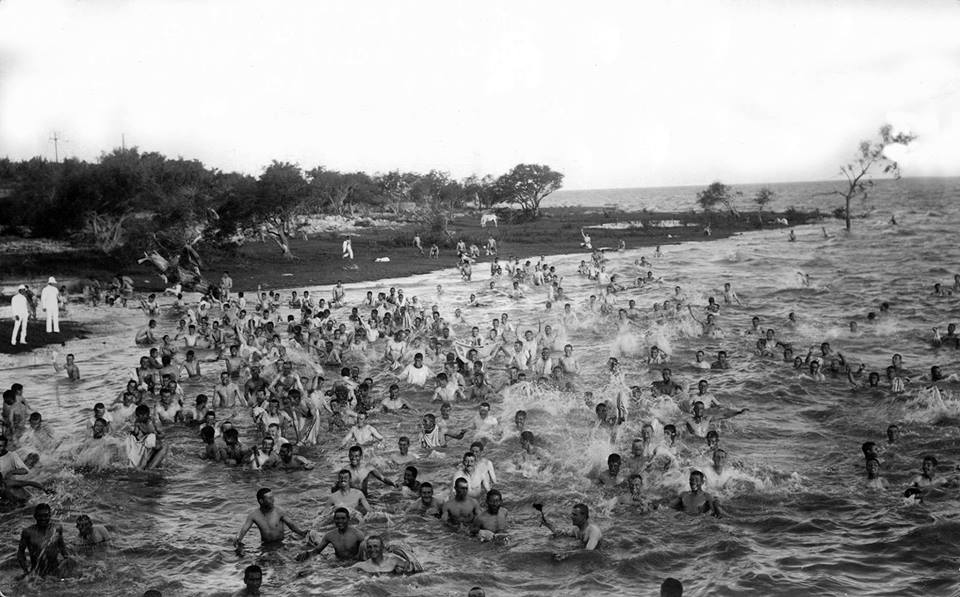
Reclusos bañándose en la playa de la Isla Martín García, diciembre de 1930.

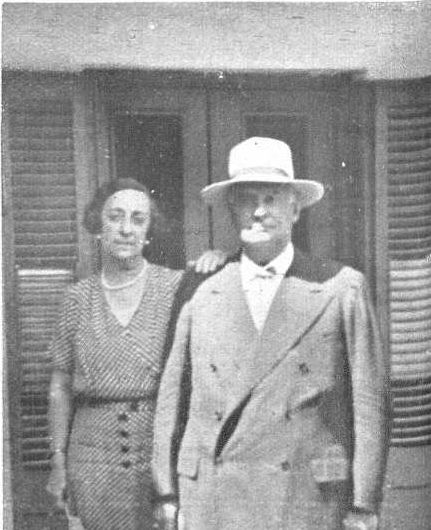
Regina Pacini visita a su esposo el expresidente Marcelo T. de Alvear cuando este último estuvo en prisión en 1933.

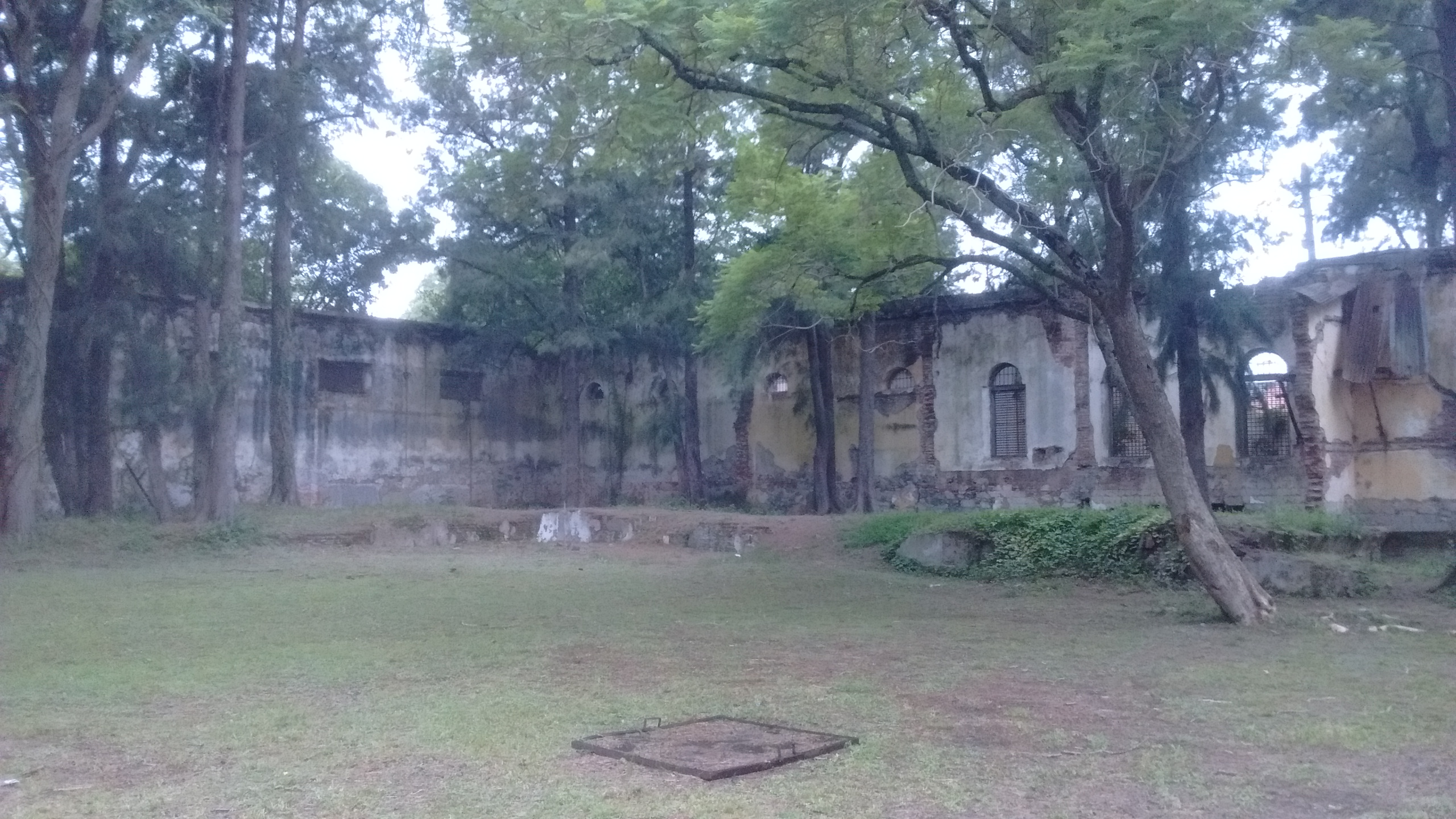
Ruinas actuales.

En la época colonial el lugar era ideal para albergar a los presos más peligrosos de la ciudad de Buenos Aires, como así también de la vecina Montevideo. Nadie podía escapar de ella, ya que es difícil andar por allí porque el Río de la Plata es algo hostil, intolerante y anchísimo, y el Uruguay desagua con tanta fuerza que es imposible cruzarlo a nado. Quizás por ello, el antiguo penal fue en lo primero que se pensaba cuando se nombraba a la isla en esa época.
Cuando finalizaba el siglo XVIII, los presos eran utilizados en la construcción de las distintas obras de la isla, inclusive las baterías y sus casamatas de piedra.
Los presos trabajaban en las canteras de granito (hoy inundadas) y volcaban la producción de adoquines en grandes carros que, mediante un sistema de rieles, llegaban hasta el muelle de la isla donde las piedras eran cargadas en los barcos.
Estos primeros “adoquines” dieron origen a las calles de lo que hoy se denomina el casco histórico de la ciudad de Buenos Aires, sobre todo la calle Defensa, que fue la primera en comunicar el puerto de Buenos Aires con la Plaza de Mayo o la Plaza del Mercado, como se la conocía entonces.
En 1768 se destinó un número de presos para una determinada tarea cual era la de proceder al desmonte del bosque, que avanzaba lujuriosamente hasta muy cerca de la guarnición.
Todas las fortificaciones de la isla Martín García que se construyeron para la guerra contra los portugueses, también fueron construidas por los presos y desde 1768 se los puso a fabricar ladrillos para las obras en construcción.
Tanto las canoas que traían la carne, como las embarcaciones que transportaban la piedra, eran conducidas por presos de confianza, pero lo que más llama la atención fue que en el año 1767 los penados cubrían guardia en la isla y en 1776 se los instruyó en el manejo del cañón, en razón de no constarse con suficientes artilleros para la defensa de la isla contra los portugueses.
Durante la Guerra de la Independencia Argentina (1810-1825) y la guerra civil (1814-1880) el penal de la isla fue abandonado. Pero cuando acabaron las guerras, desde 1881 se reabrieron las puertas del Penal para los criminales más peligrosos del país.
En el año 1896 se dispuso que el cumplimiento de penas por delitos y faltas disciplinarias leves se llevaría a cabo en la Isla Martín García. Ello dio origen al Penal Naval Militar, que hasta ese momento había sido cuartel para la tropa del lugar y penal para los recluidos.
Durante la primera parte del siglo XX la isla se hizo famosa por ser el lugar de confinamiento de presidentes o importantes políticos derrocados. Luego del golpe de Estado de 1930 que derrocó a Hipólito Yrigoyen, éste fue trasladado a la cárcel de la isla.
En 1945, el poder militar encarceló a Juan Domingo Perón, que era parte de ese poder, pero fue liberado cuando el 17 de octubre una multitud se reunió en Plaza de Mayo para pedir el regreso de su líder.
La cárcel fue cerrada en 1957 y en 1958 la isla fue declarada Lugar Histórico. El 29 de marzo de 1962 fue trasladado a la isla Arturo Frondizi, (fue el presidente que más tiempo estuvo en la isla, un año y medio) y alojado en la casa del Segundo Jefe de la Isla (hoy sede de la Comisión Administradora del Río de la Plata).
En 1973 por el Tratado del Río de la Plata (aprobado por el Congreso en 1974) Uruguay reconoció la soberanía argentina sobre Martín García y se acordó utilizarla solamente como reserva natural e histórica.
Actualmente es sede de la Comisión (argentino-uruguaya) Administradora del Río de la Plata
Con la vuelta a la democracia en 1983, esta isla sería declarada Monumento Histórico Nacional y Reserva de Flora y Fauna, convirtiéndose en un atractivo turístico imperdible, abarcativo tanto de espacios de relevancia histórico-cultural para el país, así como de magníficos paisajes naturales.

## Presos de renombre
- Hipólito Yrigoyen
- Marcelo Torcuato de Alvear
- Honorio Pueyrredón
- Adolfo Güemes
- José Tamborini
- Luis Dellepiane
- Juan Domingo Perón
- Arturo Frondizi
- Rafael Parrados
- Sayhueque
- Inacayal